# Fetch (folclore)
Un fetch es un doble sobrenatural, aparición o fantasma de una persona viva en el folklore irlandés. 
Es en gran parte semejante al doppelganger. Francis Grose escribió en su Provincial Glossary (1787) que el término provenía del norte de Inglaterra, pero parece ser un término de empleo exclusivo en Irlanda. Un fetch es generalmente tomado como augurio de la muerte de su original, pero John Banim cuenta que, si el doble aparece por la mañana más bien que por la tarde, es un signo de prosperidad y larga vida.  
Su etimología es oscura. El hecho de que su significado se traduzca por "traedor" sugiere que puede ser originalmente el nombre usado para definir a un psicopompo que acompaña al ultramundo a las almas orientándolas en la hora de su fallecimiento. Esta idea es la que aparece en la traducción de Richard Stanyhurst de la Eneida de Virgilio (1583). Sin embargo, la palabra puede provenir de fæcce, según dos viejos glosarios ingleses. En ambos textos, fæcce es glosada para mære, un espíritu asociado con la muerte y las pesadillas. La palabra puede pertenecer al inglés antiguo en su origen, aunque sería muy atípico glosar una palabra inglesa con otra.